# Ólvega
Ólvega ist eine Gemeinde in der Provinz Soria in Kastilien und León, Spanien. Sie liegt in der Comarca Moncayo und hatte 2024 insgesamt 3.838 Einwohner.

## Sehenswürdigkeiten
- Kirche Santa María la Mayor
- Ermita de Nuestra Señora de Olmacedo, 13. Jahrhundert
- Ermita de San Bartolomé, 13. Jahrhundert
- Ermita de San Marcos, 13./14. Jahrhundert

## Einzelnachweise

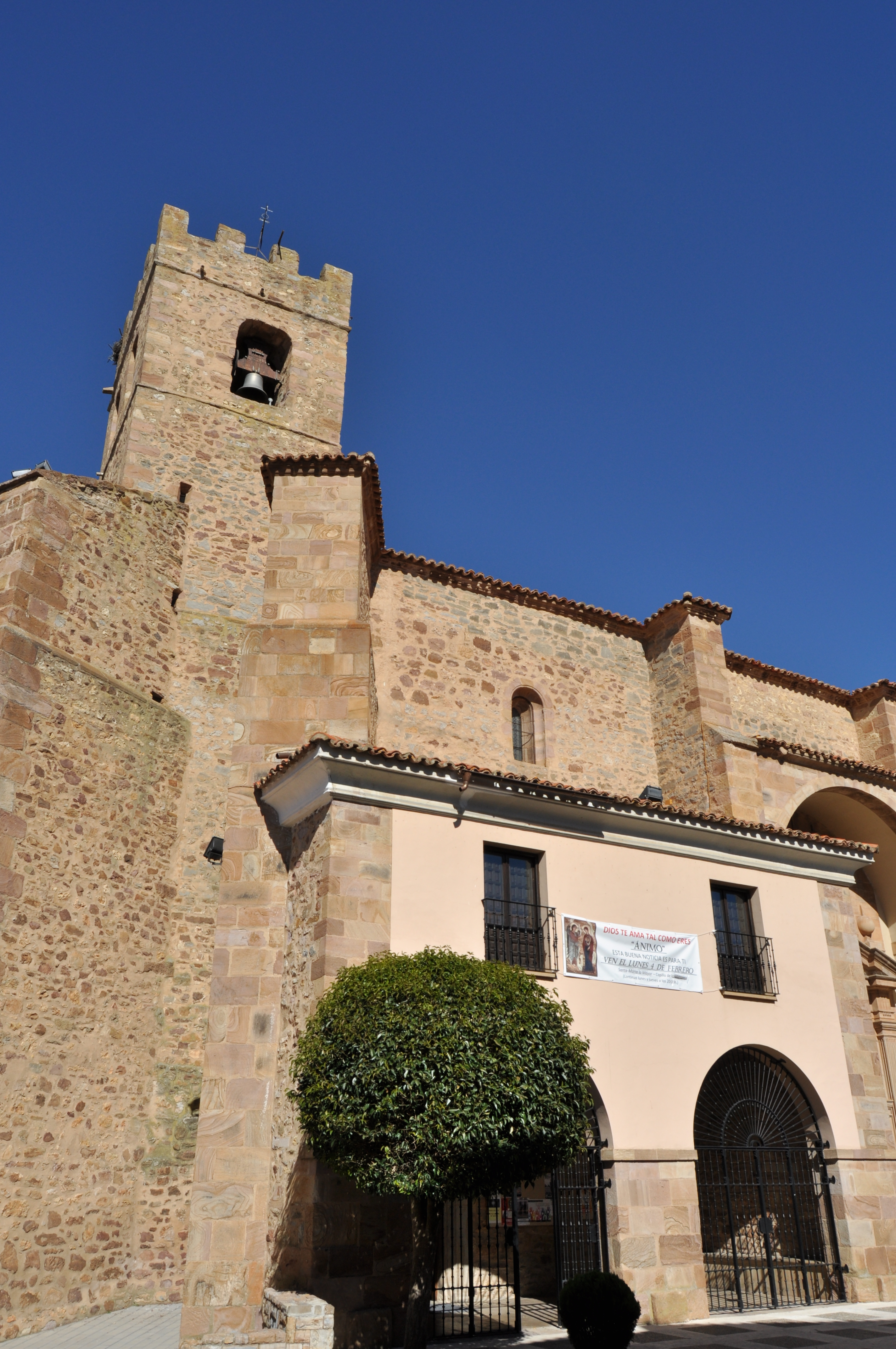
Kirche